# شاهدخت استل، دوشس اوستریوتلاند
شاهدخت استل، دوشس اوستریوتلاند (به سوئدی: Prinsessan Estelle, Hertiginna av Östergötland) (متولد ۲۳ فوریه ۲۰۱۲) تنها دختر و اولین فرزند ویکتوریا، ولیعهد سوئد و شاهزاده دانیل، دوک وستریوتلاند است. وی بعد از مادرش، نفر دوم در نوبت جانشینی سلطنت سوئد است.

## زندگی
او در ۲۳ فوریهٔ ۲۰۱۲، ساعت ۴:۲۶ به وقت اروپای مرکزی با قد ۵۱ سانتی‌متر و جرم ۳۲۸۰ گرم متولد شد. در ۲۴ فوریه ۲۰۱۲ القاب او توسط کارل گوستاف شانزدهم، پدربزرگ مادری اش، پادشاه سوئد اعلام شد.

## افتخارات و القاب

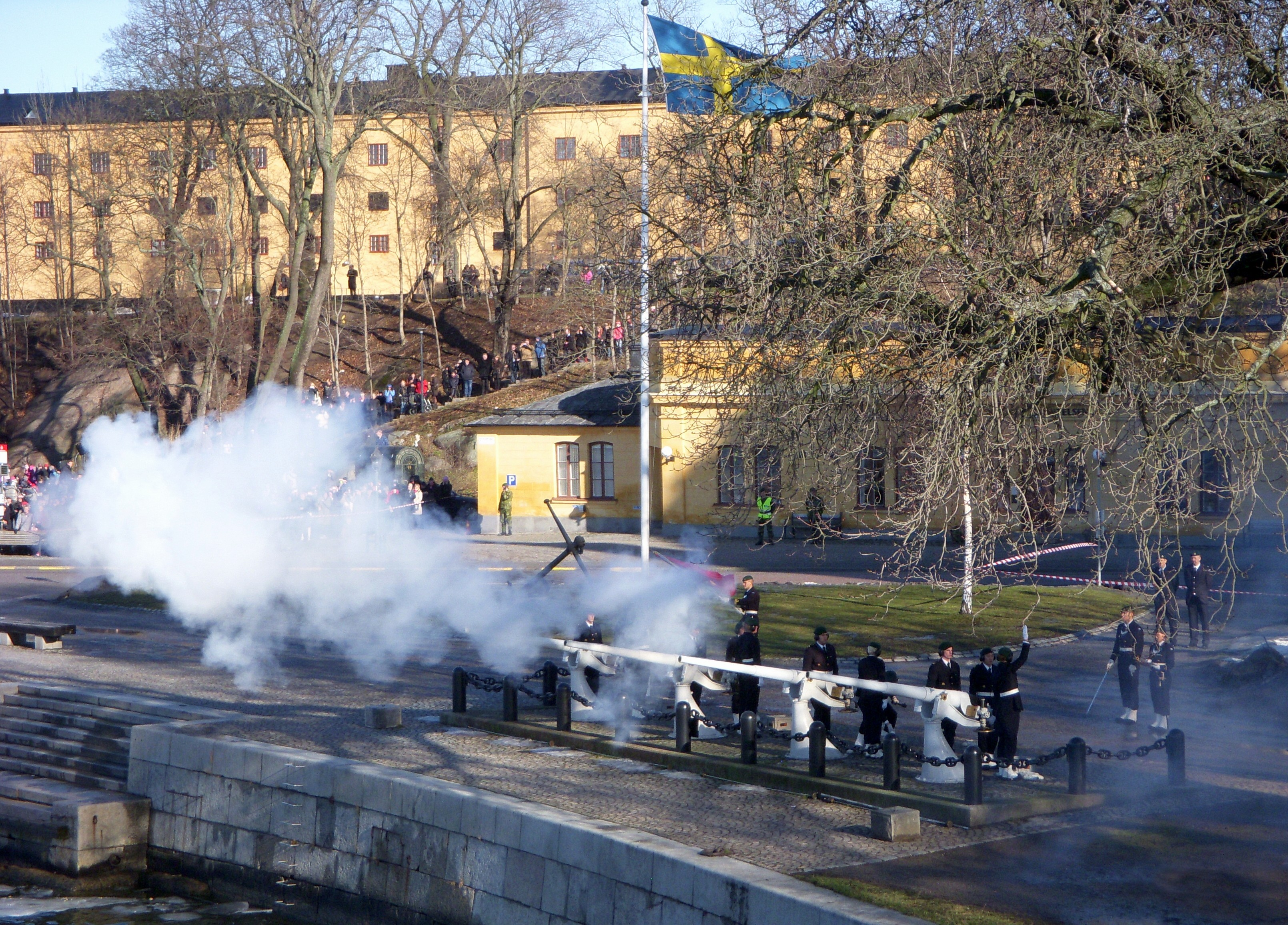
شلیک توپ به افتخار شاهدخت در ۱۲:۰۰ بوقت اروپای مرکزی، ۲۳ فوریه ۲۰۱۲.

- والاحضرت سلطنت شاهدخت استل سوئد، دوشس اوستریوتلاند (از ۲۳ فوریه ۲۰۱۲ تا به حال)

### مناصب و افتخارات در سوئد
- سوئد نشان سلطنتی سرافیم

## نگارخانه

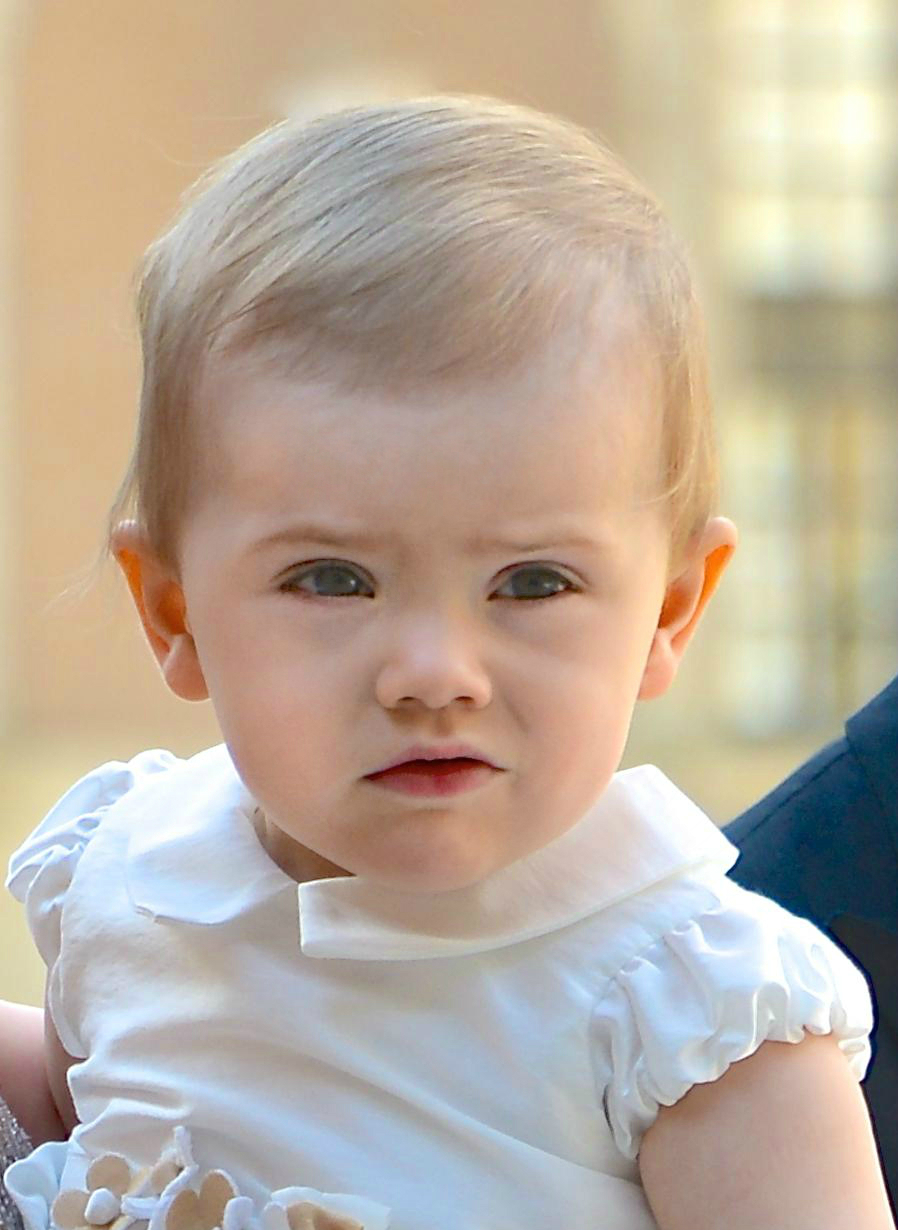
شاهدخت استل در ژوئن ۲۰۱۳